# Kolchidská kultura

Království Kolchida, starověké království, jež bylo později domovem Kolchů

Kolchidská kultura (gruzínsky: კოლხური კულტურა, kolchuri kultura) (přibližně od 1200 do 600 př. n. l.) je starověká kultura západní Gruzie z období konce doby bronzové a z doby železné.
Pojmenovaná byla podle starověkého gruzínského státu Kolchida, který se dá považovat za nástupnický od kmenů, jež patří do kolchidské kultury. Kmeny se nacházely rovněž na celém východním pobřeží Černého moře.
Kolchidská kultura má mnoho společného i s kulturou Koban, a to zejména v oblasti výroby bronzových artefaktů. Kobanská kultura na kolchidskou částečně navazuje.